# Kimani Stewart-Baynes
Kimani Aidan Stewart-Baynes (ur. 17 stycznia 2005 w Kingstown) – kanadyjski piłkarz pochodzący z Saint Vincent i Grenadyn występujący na pozycji skrzydłowego, od 2024 roku zawodnik amerykańskiego Colorado Rapids.
Urodził się na Saint Vincent i Grenadynach, a wychowywał w Kanadzie. Jego brat N'Keal Harry jest zawodnikiem futbolu amerykańskiego.